# Toumba
Toumba (in greco Τούμπα) è un distretto della città di Salonicco, in Grecia. Diviso in Ano Toumba e Kato Toumba (Toumba alta e Toumba bassa) da un torrente, fa parte della quarta divisione della municipalità di Salonicco.
Dal distretto trae il nome lo stadio Toumba.

## Sito archeologico
Il sito archeologico di Toumba si estende su una collina (tell) e su un altopiano (tràpeza) nella parte orientale dell'attuale città di Salonicco. La collina è occupata da un insediamento preistorico, attivo dal tardo Neolitico all'età del ferro, con una stratigrafia che raggiunge l'altezza di circa 20 m. Intorno a essa si dispone un abitato databile dall'età del ferro al III sec. a.C., con una stratigrafia di circa 5 m. Fuori dai limiti dell'abitato si trovano resti di frequentazione sporadica e la necropoli, databili dal X al IV secolo.
Gli scavi, condotti dall'Università Aristotele di Salonicco e dal Servizio archeologico greco dal 1984, hanno fornito e continuano a fornire importanti contributi per comprendere la natura dell'attività umana nella preistoria e nei primi periodi storici della Macedonia Centrale e del Golfo Termaico.